# دبليو دبليو إف راسلمنيا 2000
دبليو دبليو إف راسلمنيا 2000 (بالإنجليزية: WWF WrestleMania 2000)‏ ، هي لعبة فيديو إلكترونية من نوع رياضة مصارعة الحرة، أنتجت سنة 1999م، وتعمل على نظامي نينتندو 64 وجيم بوي كولر.